# 西格恩

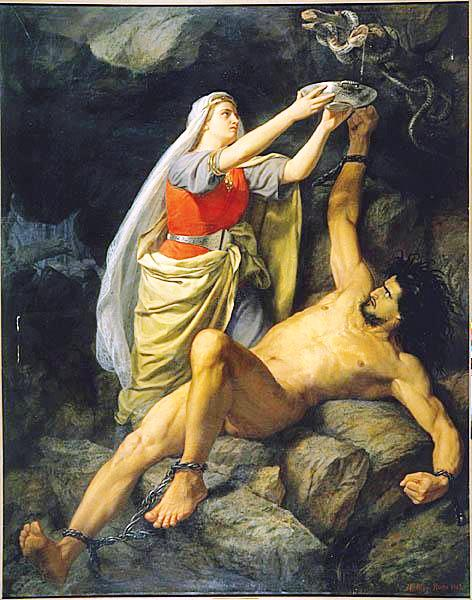
"Loki and Sigyn" (1863) by Mårten Eskil Winge.

西格恩（Sigyn）是北歐神話中是邪神洛基（Loki）的正式妻子。神話中幾乎沒提到關於她的故事，只提到她和洛基生下了兩個孩子：納爾弗（Narve）和瓦利（Vali），後者和奧丁的孩子瓦利同名，但並非同一個人。
另一個提到西格恩的地方是，當巴德爾（Baldur）死亡之後，憤怒的諸神抓住罪魁禍首的洛基，用納爾弗的腸子做為鏈鎖，將他綁在一個巨岩之下，岩石上有絲卡蒂（Skadi）安放的毒蛇，讓蛇毒滴落在他臉上。西格恩對洛基於心不忍，因此拿著水盆跟在旁邊好接住滴下來的蛇毒。當水盆滿時，西格恩只好拿開去倒掉，蛇毒又滴落在洛基臉上，疼痛難當的洛基因受不了而不住扭動，據說這時候世界就會跟著晃動，也就是地震。